# Frank Hanisch
Frank Hanisch (* 6. November 1953 in Berlin) ist ein ehemaliger deutscher Fußballspieler.

## Spielerkarriere
Frank Hanisch spielte in der Jugend zunächst beim BFC Nordstern, bevor er in der A-Jugend zu Hertha BSC wechselte. Dort debütierte er im Alter von 18 Jahren in der ersten Mannschaft, als ihn Helmut Kronsbein in der Saison 1971/72 in der Partie bei Rot-Weiß Oberhausen kurz vor Spielschluss einwechselte. In den nächsten beiden Spielzeiten wurde Hanisch zum Stammspieler und auch als Hans Eder ab dem 14. März 1974 das Traineramt übernahm, behielt er diesen Status bei. Unter Georg Keßler, der Hertha 1974 übernahm, kam er in den folgenden drei Spielzeiten jedoch nur noch zu sechs Ligaspielen und in der mit der Vize-Meisterschaft abgeschlossenen Saison 1974/75 kam er gar nicht zum Einsatz.
Daraufhin wechselte Frank Hanisch 1977 zum Wuppertaler SV. Die Zweitliga-Saison schlossen die Wuppertaler auf einem Mittelfeldplatz ab. Für Hanisch lief die Spielzeit zunächst ernüchternd und erst unter dem dritten Trainer Bernd Hoss spielte er sich zum Saisonende in die Startelf.
Trotzdem verließ Frank Hanisch nach einem Jahr den WSV und kehrte nach Berlin zurück, wo er bei Tennis Borussia einen Vertrag unterschrieb. Bei den Borussen spielte Frank Hanisch drei Spielzeiten in der 2. Bundesliga Nord, bevor er 1981 seine Spielerkarriere beendete.